# Haagenti
Secondo la demonologia cristiana, Haagenti è un essere in grado di possedere i sogni delle persone, provocando loro gravi stati d'ansia durante le ore diurne e insonnia durante le ore notturne. Provoca anche la gelosia, pensieri sterili e mania di grandezza.
È, secondo la demonologia occidentale, gran presidente degli Inferi e comanda 33 legioni. Inoltre è il demone dell'alchimia ed è in grado di trasmutare le sostanze, ad esempio può trasformare il metallo in oro e l'acqua in vino e viceversa. Insegna l'arte dell'alchimia e rende le persone in grado di applicarla.
Appare sotto le forme di un toro con ali di grifone e può prendere forme umane a richiesta. Il suo metallo è il mercurio.
Spalding lo nomina come uno degli arcidiavoli al comando di decine di legioni di spiriti inferiori.